# Клос (місто)
Клос (алб. Klos) — місто та муніципалітет у центральній Албанії в окрузі Мат області Дібер.

## Ррозташування
Клос розташований у долині між двома містами — Буррель і Булькіза, на висоті 280 м над рівнем моря. Неподалік міста протікає річка Мат. Клос знаходиться за 28,5 км від Тирани та за 14 км від міста Буррель.

## Характеристика
У 2011 році населення муніципалітету становило 16 618 жителів. Населення самого міста становило 7873 осіб

## Економіка
Сільське господарство є одним з головних підвалин економіки міста. Промисловість у Клосі не розвинена. У соціалістичний період у місті видобували хром, але зараз видобуток зупинився. Є декілька кав'ярень.